# ワールド・ウォーZ
『ワールド・ウォーZ』（ワールド ウォー ゼッド、World War Z）は、2013年公開のアメリカ合衆国の映画。小説『WORLD WAR Z』の映画化にあたるが、マシュー・カーナハンおよびドリュー・ゴダード、デイモン・リンデロフの脚本によるオリジナル作品であり原作とは別作品である。

## あらすじ
フィラデルフィアに住む元国連職員ジェリー・レインは、妻カリンと長女レイチェル・次女コニーを学校に送るため自動車に乗っていたが、いつもとは様子の違う交通渋滞にはまってしまう。すると突如人々が車を放棄して逃げまどい始め、ただならぬ雰囲気を感じ取ったジェリーは同じように家族と共に逃れる。人間を狂暴化させる謎の疫病が世界各地で流行し始めており、フィラデルフィアの街はゾンビの大群に襲われていた。混乱の最中、ジェリーはゾンビに噛まれた男が12秒後にはゾンビと化し、人々を襲い始めるのを目撃する。
ジェリーは街を離れるが、携帯電話へ国連事務次長ティエリーから連絡が入り、現場への復帰を要請される。途中で出会った少年トミーとジェリーら一家の5人は、ティエリーが派遣したヘリコプターでニューヨーク沖の海上に浮かぶ米海軍艦隊の艦へ収容される。収容人数には限りがあり、民間人の避難民が地上の避難所へ移される中、家族らを安全な艦にとどめておくため、ジェリーは軍による作戦への参加要請を断りきれない。ジェリーは優秀な若きウイルス学者や特殊部隊員らとともに、最初にゾンビの情報を送ってきた韓国の米軍基地へと飛び立つ。
韓国の基地に到着したが、輸送機から降りる際にゾンビたちに襲われ、護身用に銃を持たされていたウイルス学者が足を滑らせたはずみで銃を暴発させてしまい死んでしまう。ジェリーらは基地の兵士に助けられ、兵士から話を聞く。医師と患者がゾンビ化し、他の患者に次々噛み付いてゾンビ化させるが、難を逃れた兵士がゾンビたちを焼き殺したという。また、武器を北朝鮮に横流ししていたCIAの元諜報員は、北朝鮮では人民全員が歯を抜いたところゾンビに襲われずにすみ、イスラエルでは諜報員ユルゲン・ヴァルムブルンが事前にゾンビの情報を察知しエルサレムに高い壁を築いてゾンビが侵入するのを防いでいると語る。ジェリーらはイスラエルに向かい更なる情報収集を決意する。
ジェリーらはイスラエルに到着し、ユルゲン・ヴァルムブルンから話を聞く。ヴァルムブルンはインドから収集した「ゾンビが人を襲う」という内容の暗号を得ており（「ラクサシャと戦っている」という通信）、彼はそれが暗号内暗号ではなく事実だと結論づけ壁を築いたと言う。ジェリーが到着した時、イスラエルは住民が大音量のスピーカーを使って歌い始めたため外部のゾンビを刺激してしまう。音に引き寄せられた無数のゾンビが壁を越えてしまった。壁の内部はパニックになるが、ジェリーはここで不可解な現象に気づく。ある少年がゾンビの群れの中にいるにもかかわらず、ゾンビはまるで少年がいないかのように素通りしていた。ジェリーは彼とともにいた女性兵士のセガンと共にゾンビに制圧されたエルサレムを民間機で後にする。
ジェリーは先ほど見た現象からゾンビ対策になりうるかもしれないアイデアを推論し、ウイルスの研究所に向かうことを決断する。だが機内に侵入していたゾンビが別室の客室を襲い始め、数を増やしたゾンビがジェリーらの客室への侵入を果たした。彼は手榴弾を投げつけ反撃する。爆発によって飛行中の機体に穴が開き、暴風によってゾンビたちは飛行機から次々に放出されるが同時に飛行機も制御不能となり墜落する。
ジェリーとセガンは墜落現場からウイルスの研究所へ向かう。墜落の際に破片が腹部を貫いており、研究所の門で気を失ったジェリーは、研究所の所員に拘束されて目覚める。ジェリーは国連事務次長のティエリーを通して身元を証明し、ゾンビの対策について推論を述べる。ゾンビ化ウイルスは自身を死滅させる可能性のある致命的な病原体を保持する者には感染したがらず、従ってある病人はゾンビに襲われないはずだと結論付けたジェリーは、研究所に保管されている危険性の低いウイルスに自ら感染することを提案する。だが、どのウイルスがゾンビを寄せ付けないかまではまだ分からないうえ、ウイルスが保管されている区画は既にゾンビ化した所員がうごめいているという。
ジェリーとセガン、研究所の所長はゾンビが徘徊する区画に侵入する。ジェリーはウイルスが保管されている場所にたどり着くが、そこで一体のゾンビに気づかれてしまう。このままでは脱出もままならないと判断したジェリーは監視カメラを通して家族への遺言を伝え、一か八か適当なウイルスを自分に注射し、保管所のドアを開放する。ゾンビは、ジェリーの存在を認識していないように振る舞った。ジェリーが考えた対策は有効であることが示された。かくして、ジェリーはゾンビの群れの中を悠然とやり過ごし、先に脱出していたセガンらに迎えられ帰還を果たした。
ジェリーらは、難民キャンプに避難していた家族の下へ帰還し、再会を果たす。ジェリーの対策は実行に移され、ウイルスを無毒化したワクチンにより人々がゾンビをやり過ごせるようになる。軍隊によるゾンビの群れへの反撃も始まる。「ワールド・ウォーZ」はこれから始まるとジェリーは独白し、ストーリーは終わる。

## キャスト
※括弧内は日本語吹替
- ジェリー・レイン - ブラッド・ピット（堀内賢雄）

元国連職員。ウイルスの起源を探るために世界各地を巡る。
- カリン・レイン - ミレイユ・イーノス（篠原涼子）

ジェリーの妻。
- セガン - ダニエラ・ケルテス（英語版）（坂本真綾）

イスラエル国防軍兵士。Zに噛まれるもジェリーが患部の手を切断したことによりZ化を免れ、ジェリーと行動を共にする。
- スピーク大尉 - ジェームズ・バッジ・デール（大塚芳忠）

在韓米軍基地で生き残った兵士達のリーダー。
- ユルゲン・ヴァルムブルン - ルディ・ボーケン（英語版）（磯部勉）

モサド高官。Zを初めて報告した。
- パラジャンパーの兵士 - マシュー・フォックス（井上和彦）

ニューアークでレイン一家を救出した。
- ティエリー - ファナ・モコエナ（玄田哲章）

国連事務次長 。ジェリーの友人。
- 元CIAエージェント - デヴィッド・モース（若本規夫）
- アンドリュー・ファスバック - エリス・ガベル（浪川大輔）

ウイルス学者。
- ブリット - ピーター・カパルディ（内田直哉）

WHOの研究員。
- ハビエル - ピエルフランチェスコ・ファヴィーノ（小原雅人）

WHOの研究員。
- ケリー - ルース・ネッガ（斎藤恵理）

WHOの研究員。
- ライアン - モーリッツ・ブライプトロイ（魚建）

WHOの研究員。
- コンスタンス（コニー）・レイン - スターリング・ジェリンズ（佐藤芽）

ジェリーの次女。
- レイチェル・レイン - アビゲイル・ハーグローヴ（鈴木梨央）

ジェリーの長女。
- トーマス（トミー） - ファブリツィオ・ザカリー・グイド（釘宮理恵）

ジェリー一家をかくまったヒスパニック一家の一人息子。その後、Zに襲われるも命からがら逃げ、ジェリーたちと行動を共にする。
- 艦長 - デヴィッド・アンドリュース（大塚周夫）
- SEALリーダー - ジョン・ゴードン・シンクレア（英語版）
- C-130（米軍輸送機）のパイロット - グレゴリー・フィトゥーシ（英語版）（勝杏里）
- エリス - ミキール・ハースマン（中井和哉）

在韓米軍基地の兵士。
- トーマスの父親 - アーネスト・カントゥ
- トーマスの母親 - ヴィッキー・アライコ
- 薬局にいた若者 - ルアリ・カノン
- 旅客機のパイロット - デニス・イスチェンコ（三木眞一郎）
- 旅客機のパイロット - ニコラ・ジュリコ（英語版）（梅津秀行）
- 旅客機の客室乗務員 - エレン・リス
- ラジオの声･イスラエルの空港管制官-（二又一成）

## 製作
2007年にブラッド・ピットの製作会社であるプランBエンターテインメントが映画化権を獲得。J・マイケル・ストラジンスキーが脚本を担当し、マーク・フォースターに監督が決まる。しかしフォースターの時間がとれなかったり、仕上がった脚本が製作側の要望が満たされない内容であった。そのため、2009年にマシュー・マイケル・カーナハンが書き直しのために雇われたりして、製作の開始は著しく遅れた。
ようやく2011年7月より、1億2500万ドルの予算で撮影はマルタで始まり、8月にグラスゴー、10月にブダペストで行われた。撮影終了後も現場は混乱を極め、デイモン・リンデロフが終盤のストーリーを書き直すために雇われた後、更にドリュー・ゴダードが手を加えた。
2012年6月に12月の公開予定がキャンセルされ、追加撮影のためにスタッフはブダペストに戻った。再撮影は2012年9月から10月にかけて行われ、2013年6月に一般公開された。

### 企画
レオナルド・ディカプリオの製作会社であるアッピアン・ウェイとの入札競争を経て、2007年にブラッド・ピットのプランBエンターテインメントが小説の映画化権を獲得した。脚本は『バビロン5』と『Rising Stars 』のクリエーターであるJ・マイケル・ストラジンスキーが執筆し、彼は映画化の際に「ゾンビ戦争の国連レポートから主役を作る」ことを明かした。
監督契約はマーク・フォースターが交わし、彼は『大統領の陰謀』のような陰謀スリラーにしたいと説明した。ストラジンスキーは比較対象として2002年のスパイ映画『ボーン・アイデンティティー』を挙げ、政治的観点から広く国際的な視点を持つことを指摘した。
原作者のマックス・ブルックスは映画との関わりについて尋ねられると、「ノータッチ」と述べたが、ブラッド・ピットの役割を支持し、さらにストラジンスキーの脚本を認めている。『Fangoria 』のインタビューでブルックスは「私は明かせないが、ストラジンスキーはすべてを結ぶ方法を発見している。私が最後に見た草案は驚くべきものだった」と答えている。
2008年に初期段階の脚本がインターネット上に流出した。初期の脚本は主人公が正常化に向かい始めた世界の様子を調査してまわるという原作とほぼ同じ設定を描き、原作よりも政治的な面を強調した内容で原作者には好意的に受け入れられたが非常に陰鬱な内容であったため没となり、後に大幅な書き直しによって原作とは全く無関係な内容に変更された。
ストラジンスキーは2009年に製作開始を希望していた。しかしながら2009年3月にフォースターはIGNでまだ脚本を開発中であり、彼の次回作が『ワールド・ウォーZ』になるかはわからないと答えた。同月末、製作拠点が決まり、プリプロダクション初期に入っているという噂が表面化した。2009年6月、フォースターはインタビューで撮影は遅れるだろうと語り、脚本開発にはまだ多くが必要であり、「今のところ実現には遠い」と説明した。
2009年7月、ブルックスは『Fangoria 』にて、マシュー・マイケル・カーナハンが脚本の書き直しを始めていることを明かした。2010年のコミコンにて パラマウント映画とUTVモーション・ピクチャーズはフォースターが監督を務め、ブラッド・ピットが主演することを発表した。
2011年3月、パラマウントは共同出資者を探しており、見つからなければ中止にする可能性があることが報じられた。1週間後、Deadline.com は「デヴィッド・エリソンのスカイダンスと2つの他の出資者で熱く、重要な話が行われた」と報じた。

### プリプロダクション
プリプロダクションは2011年4月に始まり、同時にロバート・リチャードソンが撮影監督を務めることが報じられた。同月、ロケはパインウッド・スタジオとロンドンで行われると報じられた。また4月、ミレイユ・イーノスがブラッド・ピットの妻役にキャスティングされた。
2011年6月、ゾンビの脅威が現実のものであることを当局に警告しようとするアメリカ兵役としてジェームズ・バッジ・デールとの交渉が行われた。翌日、撮影が2011年7月よりマルタで行われることが報じられた。数日後、マシュー・フォックスとエド・ハリスが協議に入り、さらにジュリア・レヴィ＝ボーケン (Julia Levy-Boeken) が加わった。同日、パレスチナ人女性役でルーシー・アハリシュがキャスト入りした。
6月、撮影が2011年8月にスコットランドのグラスゴーで行われると報じられた。グラスゴーはフィラデルフィアとして撮られ、偽の店舗が建てられ、アメリカ車が道路に並べられる。この街は「映画の中で重要な役割を果たすのに最適な街のロケーションを数か月探した」後に選ばれたと報じられた。フィラデルフィアでの撮影は「映画製作のための同州の税額控除が不確実」であったために断念された。撮影はグラスゴーに移る以前は元々、イングランドのロイヤル・タンブリッジ・ウェルズで行われる予定であった。
6月末、視覚効果会社のシネサイトが多くのショットを担当することを発表した。同月末、『New York Magazine 』は以前の報道に反して、マシュー・フォックスもエド・ハリスも出演しないと報じた。フォックスはサミット・エンターテインメント製作の『I, Alex Cross 』とスケジュールが競合していた。しかしながらフォックスは後にセットに現れ、ファルマスのシーンの撮影を行った。

### 撮影

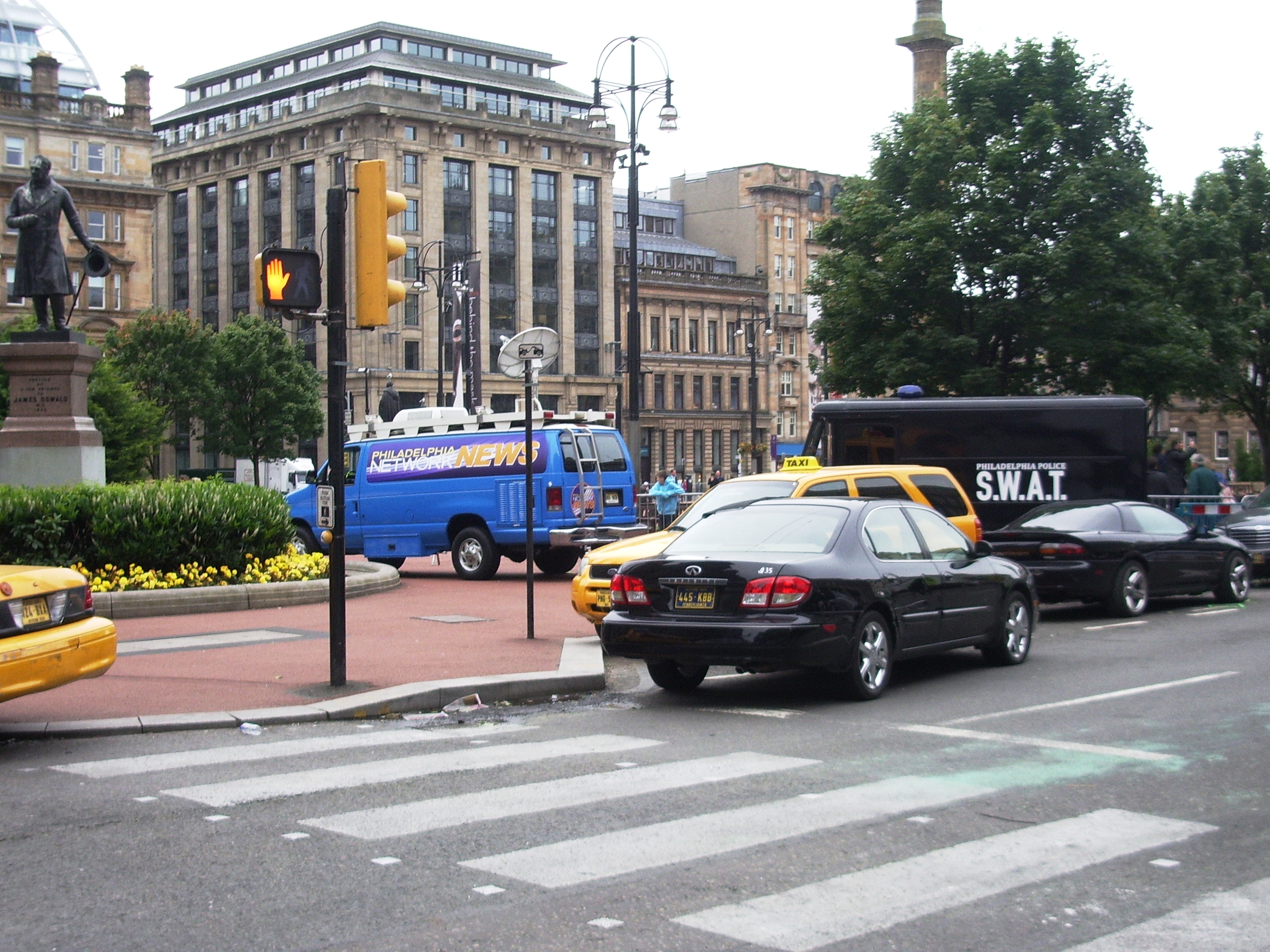
グラスゴーでの撮影の様子（2011年8月）。

1億2500万ドルの製作費をかけ、2011年7月にマルタで主要撮影が始まり、その数日後には撮影現場の画像が公開された。
8月にはスコットランドのグラスゴーに撮影が移り、製作会社は2000人の地元エキストラを募集した。少なくとも3000人がフィラデルフィアの金融地区のシーンのセットに出演することを望み、7月9日にグラスゴーでのキャスティングコールに現れた。シーンはまた ファルマスでも撮られた。また同月には『ゲーム・オブ・スローンズ』の出演者であるエリス・ガベルがキャストに加わった。
2011年8月、ブライアン・クランストンが「小さいながらも派手な」役柄で出演するために交渉に入った。また同月、撮影はスコットランドのグランジマウスのグランジマウス精製所周辺の道路で行われた。この場所は道路の長さが撮影に不可欠であるために選ばれた。数日後、パラマウントは映画の公開日を2012年12月21日と発表した。
同月末にグラスゴーでの撮影が開始された。ロケーションマネージャーはそこの建築物、広い道路、レイアウトが選ばれた理由であると語った。2011年10月、デヴィッド・モースが「放置された刑務所で生き残った囚人」役にキャスティングされた。
2011年10月10日夜にはブダペストでの撮影が始まった。その朝、ハンガリーの対テロ部隊は撮影の小道具として銃が使われているとして、倉庫を強制捜査した。アサルトライフル、スナイパーライフル、拳銃など85丁が民間航空機で一晩のうちにブダペストへ輸送されていたが、これらは「機能しない状態」のはずであったが、実際には使用可能となっていた。2012年2月10日、どの「団体あるいは個人」が「所有権」を所持しているか調査者が正確に識別することができず、したがって「誰に刑事的責任があるか確証することができなかった」ために告訴は取り下げられた。

### ポストプロダクション
2012年5月、7週間の追加撮影のために製作班がブダペストに戻ると報じられた。翌月、脚本家のデイモン・リンデロフが映画の第3幕部分を書き直すために雇われ、2012年9月または10月に再撮影を開始するスケジュールが組まれた。しかしながらリンデロフは『プロメテウス』や『スター・トレック イントゥ・ダークネス』の仕事で忙しく、脚本の結末を書く時間が無かった。
そのため、2012年7月にパラマウントはリンデロフと『LOST』で組んだドリュー・ゴダードを雇った。リンデロフは脚本の結末部分が「急激かつ支離滅裂」であると説明し、30から40分の追加映像が必要であることを示した。これにより製作費は2億ドルまで膨れ上がり、パラマウントの社長に衝撃を与えた。
2013年3月、パラマウントが中国での公開対策のために作中でのゾンビの発生原因が中国からであることを示す場面を変更したことが報じられた。また同社は本作を夏期のブロックバスター作品として一般向けの内容とするために一部の場面をカットした。

## 音楽
2011年12月、マルコ・ベルトラミが作曲家として雇われたと報じられた。2013年5月、イギリスのロックバンドのミューズは『ワールド・ウォーZ』のサウンドトラックに楽曲を提供することを示すビデオを自身らのYouTubeチャンネルに公開した。6月、ワーナー・ブラザース・レコードよりベルトラミのスコア盤が発売された。

## 公開
当初、2012年12月21日にパラマウント映画とスカイダンス・プロダクションズによる公開が予定されていたが、2012年3月、パラマウントは2012年12月には『アウトロー』を公開するために本作を2013年6月21日に延期した。
ワールド・プレミアは2013年6月2日にロンドンのレスター・スクウェアのエンパイア・シネマで行われた。サウンドトラックに協力したイギリスのロックバンドのミューズはプレミア終了後にホース・ガーズ・パレードでプロモーションの一環としてコンサートを行った。
第35回モスクワ国際映画祭ではオープニング作品に選ばれた。一般公開前の2013年6月19日、アシュトン・レーンのグラスゴー・グロヴナー・シネマで限定上映された。

### 日本での公開
日本では劇場公開に際し、本作がゾンビ映画であることは極力伏せる方針が取られ、「主人公がウイルスによる世界の終末的なパニックに立ち向かう」という内容が強調されて宣伝された。
宣伝素材でのゾンビの呼称も、タイトルにちなみ、「Z」とされている。

## 評価

### 興行収入
北米では2013年6月20日木曜午後8時と深夜の上映で約360万ドルを売り上げた。金曜の公開初日全体では約2550万ドルを売り上げた。
2013年8月2週目の週末付けで世界興行収入5億260万ドル（約490億円）を記録したことで、ブラッド・ピット主演の作品としては2004年の『トロイ』の4億9730万ドルを抜き、過去最高の興行収入を記録した。このヒットを受けて続編が企画されているという。

### 批評家の反応
Rotten Tomatoes における250件のレビューで支持率は68%となっている。Metacritic における40件のレビューで加重平均値は63/100である。

## Blu-ray / DVD
発売・販売元はKADOKAWA。
- ワールド・ウォーZ 3D&2D アルティメットZ・エディション（Blu-ray Disc 3枚組+DVD、2013年12月20日発売  DAXA-4538）
- ワールド・ウォーZ エクステンデット・エディション2Dブルーレイ（1枚組、2013年12月20日発売 DAXA-4537）
- ワールド・ウォーZ DVD（1枚組、2013年12月20日発売 DABA-4537）

## テレビ放送
| 回数 | テレビ局   | 番組名（放送枠名） | 放送日        | 放送時間      | 放送分数 | 視聴率 |
| ---- | ---------- | ------------------ | ------------- | ------------- | -------- | ------ |
| 1    | 日本テレビ | 金曜ロードSHOW!    | 2016年2月19日 | 21:00 - 22:54 | 114分    | 11.6%  |
| 2    | フジテレビ | 土曜プレミアム     | 2017年2月11日 | 21:00 - 23:10 | 130分    | 7.2%   |

- 視聴率はビデオリサーチ調べ、関東地区・世帯・リアルタイム。

## ゲーム版
2019年に映画と世界観を共有するコンピューターゲームWorld War ZがSaber Interactive開発の元発売された。